# Paramblyops bidigitata
Paramblyops bidigitata är en kräftdjursart som beskrevs av W. M. Tattersall 1911. Paramblyops bidigitata ingår i släktet Paramblyops och familjen Mysidae. Inga underarter finns listade i Catalogue of Life.